# Trichesthes multipora
Trichesthes multipora är en skalbaggsart som beskrevs av Bates 1888. Trichesthes multipora ingår i släktet Trichesthes och familjen Melolonthidae. Inga underarter finns listade i Catalogue of Life.